# Ludwig Brackebusch (Geologe)

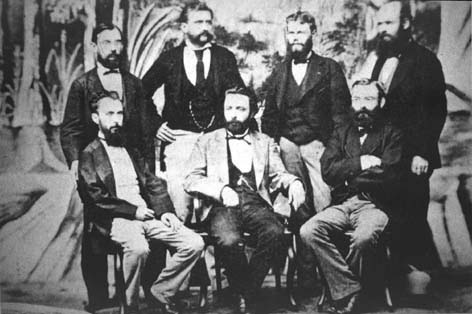
Academia Nacional de Ciencias (Córdoba) in 1876

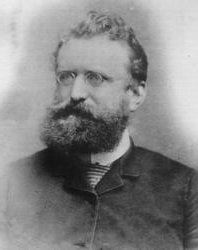
Ludwig Brackebusch

Ludwig Brackebusch (* 4. März 1849 in Northeim; † 2. Juni 1906 in Hannover) war ein deutscher Geologe, Mineraloge und Paläontologe, der ein Pionier der Geologie in Argentinien war. Er war Professor an der Universität Córdoba.

## Leben
Brackebusch wuchs am Harz auf, studierte ab 1869 Theologie und Geologie und ab 1871 Mathematik und Naturwissenschaften an der Universität Göttingen, wurde dort 1874 promoviert (Entwicklung der geognostischen Verhältnisse der Gegend zwischen dem Falkenstein und Königerode am Unterharz) mit einer Arbeit im Rahmen seiner Tätigkeit als Hilfsgeologe bei der Preußischen Geologischen Landesanstalt, bei der er 1873 bis 1875 als Hilfsgeologe im Harz kartierte. Ab 1875 war er auf Einladung von Hermann Burmeister als Nachfolger von Alfred Wilhelm Stelzner (der an die Bergakademie Freiberg wechselte) Professor für Mineralogie und Direktor des mineralogischen Instituts an der Universität Córdoba in Argentinien.
Er unternahm viele Forschungsreisen unter anderem in die bis dahin kaum erforschten Hoch-Anden in Nordwest-Argentinien, wo er das Büßereis (Penitentes) beschrieb. Er untersuchte auch die Pässe nach Chile, was für die Regierung Argentiniens von Bedeutung war, und Erdölvorkommen in der Anden-Region. Seine umfangreiche Fossilien-, Gesteins- und Mineraliensammlung ist überwiegend an der Universität Córdoba, ein kleinerer Teil am Naturkundemuseum Berlin (1700 Exemplare von Gesteinen und Mineralien aus Argentinien).
1877 heiratete er Maria Emilia Charlotte Weule, mit der er sechs Kinder hatte.
A. Döring benannte 1880 das Mineral Brackebuschit nach ihm.
1888 kehrte er nach Niedersachsen zurück und arbeitete dort selbständig als beratender Geologe. Sein Nachfolger als Professor in Córdoba war Wilhelm Bodenbender.
Etwa um 1890 ließ sich Brackebusch in Hannover nieder.
1891 veröffentlichte er die erste geologische Karte von Argentinien (auf Deutsch und Spanisch in Gotha).

## Auszeichnungen
Preußischer Roter Adlerorden, Vierte Klasse (1885)

## Schriften
- Mapa geológico del interior de la República Argentina, Gotha 1891.
- Reisen in der Kordilleren der Argentinischen Republik. In: Verhandlungen der Gesellschaft für Erdkunde zu Berlin 18, 1891, S. 53–79.
- Höhenschichten-Karte des nordwestlichen Teiles der Argentinischen Republik. Justus Perthes, Gotha 1893.
- Physiographische Karte des nordwestlichen Teiles der Argentinischen Republik. Justus Perthes, Gotha 1893.
- Die Bergwerksverhältnisse der Argentinischen Republik. In: Zeitschrift für das Berg- Hütten- und Salinenwesen im Preussischen Staate 41, 1893, S. 1–33.
- Geologische Karte der Provinz Hannover und der angrenzenden Landesteile, nebst Angabe der Mineralvorkommen, Mineralquellen, Hüttenanlagen, Cementfabriken, Mineralmühlen etc. etc. Verlag der Hahn'schen Buchhandlung, Hannover & Leipzig 1899. Geologische Karte der Provinz Hannover (Bibliothèque nationale de France, département Cartes et plans, GE C-2614)

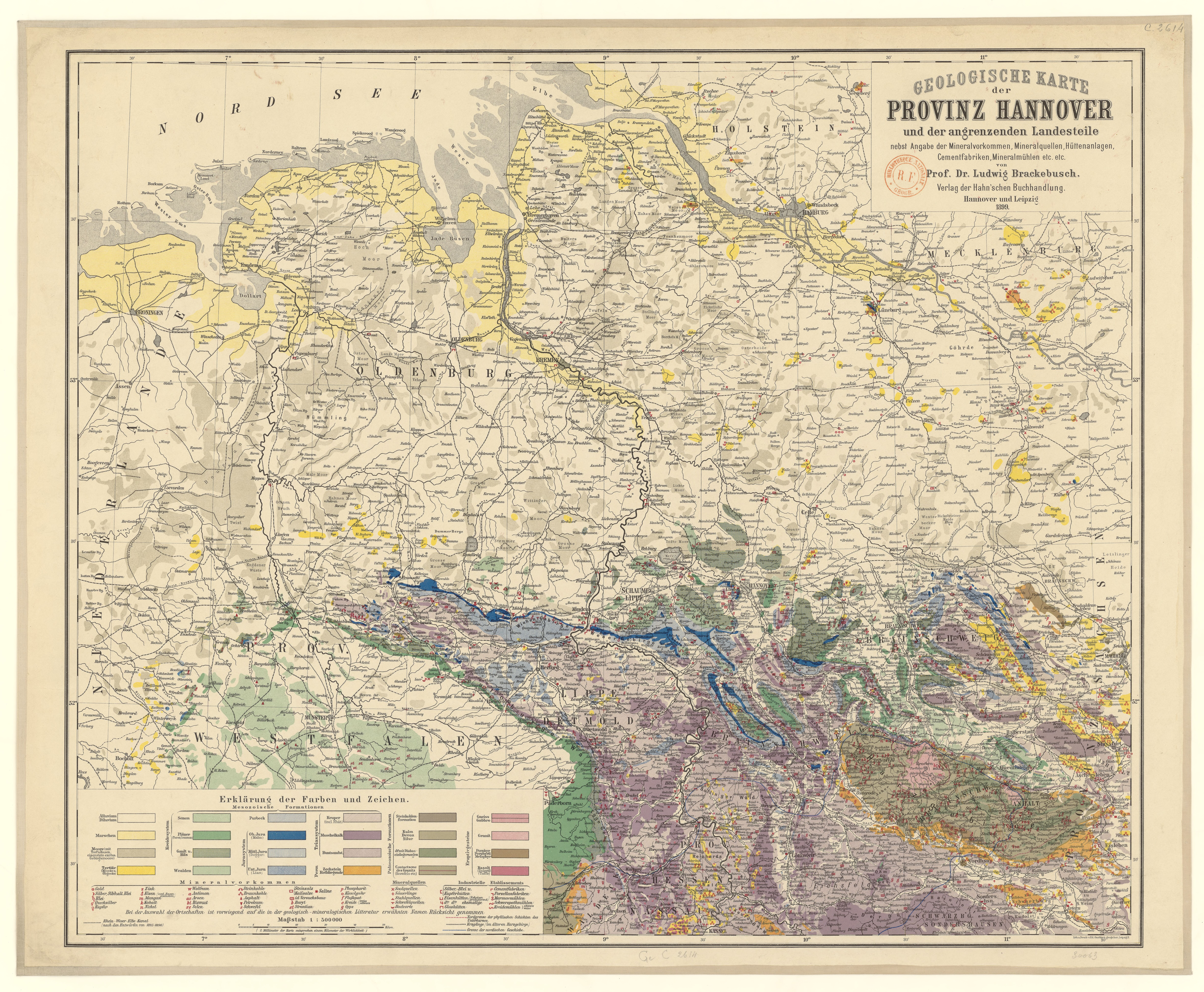
Geologische Karte der Provinz Hannover (Bibliothèque nationale de France, département Cartes et plans, GE C-2614)